# توماس سیدنهام
توماس سیدنهام (انگلیسی: Thomas Sydenham; ۱۰ سپتامبر ۱۶۲۴ – ۲۹ دسامبر ۱۶۸۹) دانشمند در زمینه پزشکی اهل بریتانیا بود. او مؤلف Observationes Medicae (مشاهدات پزشکی) بود که به مدت دو قرن به یک کتاب درسی استاندارد پزشکی تبدیل شد و از او به عنوان بقراط انگلیسی یاد می‌کنند.